# Јаребике
Јаребике (Sorbus) род је дрвећа и жбунастих биљака из породице ружа (Rosaceae) са око 100 до 200 врста. Јаребике расту у умереним и хладним подручјима широм Европе, Азије и Северне Америке. Најпознатији представници овог рода су мукиња и брекиња.

## Изабране врсте
- Sorbus albopilosa T.T.Yu & L.T.Lu
- Sorbus albovii Zinserl.
- Sorbus alnifolia (Siebold & Zucc.) C.Koch
- Sorbus amabilis Cheng ex T.T.Yu & K.C.Kuan
- Sorbus arguta T.T.Yu
- Crantz — мукиња оскоруша
- Sorbus aronioides Rehder
- Sorbus astateria (Cardot) Hand.-Mazz.
- L. — мукиња
  - Sorbus aucuparia subsp. sibirica (Hedl.) Krylov
- Sorbus caloneura (Stapf) Rehder
- Sorbus caucasica Zinserl.
- Sorbus chamaemespilus (L.) Crantz
- Sorbus coronaria (L.) MacMill.
- Sorbus coronata (Cardot) T.T.Yu & Tsai
- Sorbus corymbifera (Miq.) Khep & Yakovlev
- Sorbus cuspidata (Spach) Hedl.
- Sorbus danubialis Karpati
- Sorbus domestica L. — оскоруша
- Sorbus discolor (Maxim.) Maxim.
- Sorbus dunnii Rehder
- Sorbus epidendron Hand.-Mazz.
- Sorbus esserteauiana Koehne
- Sorbus ferruginea (Wenz.) Rehder
- Sorbus filipes Hand.-Mazz.
- Sorbus folgneri (C.K. Schneid.) Rehder
- Sorbus foliolosa (Wall.) Spach
- Sorbus globosa T.T.Yu & Tsai
- Sorbus glomerulata Koehne
- Sorbus gorodkovii Pojark.
- Sorbus graeca Lodd. ex Schauer
- Sorbus guanxianensis T.C.Ku
- Sorbus helenae Koehne
- Sorbus hemsleyi (C.K.Schneid.) Rehder
- Sorbus hupehensis C.K.Schneid.
- Sorbus hybrida L.
- Sorbus insignis (Hook.f.) Hedl.
- Sorbus intermedia (Ehrh.) Pers.
- Sorbus keissleri (C.K.Schneid.) Rehder
- Sorbus khasiana (Decne.) Rehder
- Sorbus kiukiangensis T.T.Yu
- Sorbus koehneana C.K.Schneid.
- Sorbus kohimensis (Watt) Rehder
- Sorbus lanpingensis L.T.Lu
- Sorbus luristanica Schonb.-Tem.
- Sorbus macrantha Merr.
- Sorbus medogensis L.T.Lu & T.C.Ku
- Sorbus megalocarpa Rehder
- Sorbus meliosmifolia Rehder
- Sorbus microphylla (Wall. ex Hook.f.) Wenz.
- Sorbus migarica Zinserl.
- Sorbus monbeigii (Cardot) Balakr.
- Sorbus multijuga Koehne
- Sorbus obsoletidentata (Cardot) T.T.Yu
- Sorbus occidentalis (S.Watson) Greene
- Sorbus ochracea (Hand.-Mazz.) J.E.Vidal
- Sorbus oligodonta (Cardot) Hand.-Mazz.
- Sorbus pallescens Rehder
- Sorbus polycarpa (Hook.f.) Rehder
- Sorbus poteriifolia Hand.-Mazz.
- Sorbus prattii Koehne
- Sorbus pteridophylla Hand.-Mazz.
- Sorbus randaiensis (Hayata) Koidz.
- Sorbus reducta Diels
- Sorbus rehderiana Koehne
- Sorbus rhamnoides (Decne.) Rehder
- Sorbus rhombifolia C.J.Qi & K.W.Liu
- Sorbus roopiana Bordz.
- Sorbus rufopilosa C.K.Schneid.
- Sorbus rupicola Hedl.
- Sorbus salwinensis T.T.Yu & L.T.Lu
- Sorbus sambucifolia (Cham. & Schltdl.) M.Roem.
- Sorbus sargentiana Koehne
- Sorbus scalaris Koehne
- Sorbus schemachensis Zinserl.
- Sorbus setschwanensis (C.K.Schneid.) Koehne
- Sorbus subochracea T.T.Yu & L.T.Lu
- Sorbus tapashana C.K.Schneid.
- Sorbus taurica Zinserl.
- Sorbus thibetica (Cardot) Hand.-Mazz.
- Sorbus thomsonii (King ex Hook.f.) Rehder
- Sorbus tianschanica Rupr.
- Sorbus torminalis (L.) Crantz — брекиња
- Sorbus tsinlingensis C.L.Tang
- Sorbus turcica Zinserl.
- Sorbus ursina (Wenz.) Hedl.
- Sorbus verrucosa (Decne.) Rehder
- Sorbus vilmorinii C.K.Schneid.
- Sorbus wilsoniana C.K.Schneid.
- Sorbus yokouchii M. Mizush. ex T. Shimizu
- Sorbus yondeensis Rushforth
- Sorbus yuana Spongberg
- L.T.Lu
- C.K.Schneid.
- T.T.Yu & L.T.Lu
- Karpati